# Youichi Ui
Youichi Ui (jpn. 宇井陽一, Yōichi Ui, Ui Yōichi), (Chiba, perfektura Chiba, Japan, 27. studenog 1972.), bivši japanski vozač motociklističkih utrka.  

## Uspjesi u prvenstvima
Svjetsko prvenstvo - 125cc
- drugoplasirani: 2000., 2001.

Svejapansko prvenstvo - 250cc
- prvak: 2007., 2009.

Svejapansko prvenstvo - 125cc
- prvak: 1995.

## Vanjske poveznice
- (engl.) motogp.com, Youichi Ui  Arhivirana inačica izvorne stranice od 29. srpnja 2022. (Wayback Machine)
- (jap.) ui41.com (wayback arhiva)